# Феррейра, Беатрис Ясмин
Беатрис Ясмин Суарис Феррейра (порт.-браз. Beatriz Iasmin Soares Ferreira; род. 9 декабря 1992, Салвадор) — бразильская боксёрша выступающая в лёгком весе. Серебряный призёр летних Олимпийских игр 2020 года и бронзовый призёр летних Олимпийских игр 2024 года, двукратная чемпионка мира (2019, 2023), чемпионка Панамериканских игр (2019), чемпионка мира среди военнослужащих (2021) в любителях. В профессиональном боксе действующая чемпионка IBF в легком весе (до 61,235 кг).

## Любительская карьера
На чемпионате мира 2018 года в Индии бразильская спортсменка уступила во втором своём поединке спортсменке из Южной Кореи О Ён Джи по раздельному решению судей.
На Панамериканских играх 2019 года в Лиме, в весовой категории до 60 кг она сумела добраться до финального поединка, в котором победила спортсменку из Аргентины Даяну Санчес и завоевала золотую медаль турнира.
В октябре 2019 года предолимпийский чемпионат мира, который состоялся в Улан-Удэ (Россия), бразильская спортсменка завершила финальным поединком, победив китайскую спортсменку Ван Цун по единогласному решению судей. В результате на одиннадцатом чемпионате мира по боксу среди женщин она завоевала титул чемпионки мира.
На летних Олимпийских играх 2024 года в Париже, бразильская спортсменка завоевала бронзовую медаль, в полуфинале уступила дорогу к титулу спортсменке из Ирландии Келли Харрингтон. 

## Профессиональная карьера
Дебютировала на профессиональном ринге в конце 2022 года в вечере Эдди Хирна (Matchroom Boxing). Победила по очкам ранее небитую Тайяну Кардоссо (5-0).
В декабре того же года провела второй бой нокаутировав во втором раунде Кариссу Браун (7-2).
За 2023 год провела два победных боя выйдя на поединок за вакантный титул IBF в лёгком весе.
За титул сразилась с опытной аргентинкой, бывшей претнденткой Лезкано Кармен (14-3). Бой был остановлен из-за рассечения над левым глазом Лезкано в результате случайного столкновения головой в 5-м раунде. После 6-ти раундов Беатрис лидировала у судей: 59—55 дважды и 58—55 завоевав первый трофей.
14 декабря 2024 года в Монте-Карло провела первую успешную защиту титула против опытнейшей француженки Лисии Будерсы (23-2-2) победив её единогласным решением: 100—90 трижды.
Вторую защиту пояса провела в Орландо (США) 7 июня 2025 года в главном событии вечера. Соперницей стала непобежденная Мария Феррейра (11-0-1). Бой закончился по прошествии всех 10-и раундов, после которых победу праздновала чемпионка. Счёт: 98—92, 99—91 дважды.